# Cilgerran Castle
Cilgerran Castle (walesiska: Castell Cilgerran) är en medeltida borgruin i Wales i Storbritannien. Den ligger vid floden Afon Teifi i kommunen Pembrokeshire, 300 km väster om huvudstaden London. Den uppfördes under 1200-talets första hälft och blev en ruin omkring 200 år senare.
Cilgerran Castle ligger 37 meter över havet. Runt Cilgerran Castle är det ganska glesbefolkat, med 50 invånare per kvadratkilometer. Närmaste större samhälle är Cardigan, 3 km nordväst om Cilgerran Castle. Trakten runt Cilgerran Castle består i huvudsak av gräsmarker.